# Steyerbromelia neblinae
Steyerbromelia neblinae là một loài thực vật có hoa trong họ Bromeliaceae. Loài này được B.Holst miêu tả khoa học đầu tiên năm 1997.